# Saison 5 de Shameless
Chronologie
Saison 4 Saison 6
Cet article présente le guide des épisodes de la cinquième saison de la série télévisée américaine Shameless.

## Synopsis
Les Gallagher vont tenter de protéger leur cher South Side d'une horde de gens branchés et de spéculateurs immobiliers. A mesure que leur quartier évolue, le clan Gallagher essaie d'exorciser son passé chaotique dans l'espoir de bâtir un meilleur avenir.

## Distribution

### Acteurs principaux
- William H. Macy : Frank Gallagher
- Emmy Rossum : Fiona Gallagher
- Jeremy Allen White : Philip « Lip » Gallagher
- Cameron Monaghan : Ian Gallagher
- Emma Kenney : Debbie Gallagher
- Ethan Cutkosky : Carl Gallagher
- Shanola Hampton : Veronica Fisher
- Steve Howey : Kevin « Kev » Ball
- Noel Fisher : Mickey Milkovich
- Emily Bergl : Samantha « Sammy » Slott

### Acteurs récurrents et invités
- Joan Cusack : Sheila Jackson/Gallagher
- Isidora Goreshter : Svetlana Milkovich
- Kellen Michael : Chuckie Slott/Gallagher
- Axle Whitehead (en) : Davis
- Dermot Mulroney : Sean Pierce
- Steve Kazee : Gus Pfender
- Justin Chatwin : Jimmy Lishman/Steve/Jack
- Sasha Alexander : Helene Runyon Robinson
- Bojana Novakovic : Bianca Samson
- Chloe Webb : Monica Gallagher
- Nichole Bloom : Amanda
- Emma Greenwell : Mandy Milkovich
- Dichen Lachman : Angela
- Alessandra Balazs : Jackie Scabello
- Michael Patrick McGill : Tommy
- Patrick Fischler : Wade Shelton
- Stacy Edwards : Laura Shelton
- Michael Reilly Burke : Theo Wallace Robinson
- Luca Oriel : Derek
- Danika Yarosh : Holly Herkimer
- Vanessa Bell Calloway : Carol Fisher
- J. Michael Trautmann : Iggy Milkovich
- Shel Bailey : Kenyatta
- Stephen Rider (en) : G-Dogg
- James Allen McCune (en) : Matty
- Miguel Izaguirre : Paco

## Liste des épisodes

### Épisode 1:Le nectar des dieux
- États-Unis : 11 janvier 2015 sur Showtime[1]
- Canada : 12 janvier 2015 sur The Movie Network
- France : 13 janvier 2015 sur Canal+ Séries
- Belgique : 3 mai 2016 sur Be tv
- Québec : 15 février 2017 sur AddikTV

- États-Unis : 1,77 million de téléspectateurs[2] (première diffusion)

L'été est de retour à Chicago. Fiona travaille au Patsy's Pies diner et craque pour son patron Sean. Lip rentre de l'université et se rend compte que ses amis n'ont pas beaucoup changé contrairement au quartier qui semble prendre du galon. Franck, qui se remet de sa greffe de foie, vit avec sa femme Sheila et travaille à un projet secret dans son sous-sol. Sheila, elle, essaye par tous les moyens de tenir les très intrusifs Sammy et Chukie à l'écart de son ménage. 
A la maison des Milkovich, Ian aide Svetlana avec sa grossesse et prend soin de Yevgeny, le bébé de Svletana et Mickey. Pendant ce temps Mickey et ses frères travaillent dans l'escroquerie au déménagement. Veronica, frustrée par sa vie de jeune mère et l’obsession de Kevin envers leurs filles, travaille à l'Alibi pendant que Kevin profite de son nouveau rôle de père au foyer. 
Pendant ce temps, Debbie, paria de sa bande de copine, aide son père à trouver des ressources pour son projet secret pendant que Carl, qui a le pied dans le plâtre, vole une chaise roulante. 
Fiona s'intéresse aussi à Davis, le chanteur d'un groupe de rock habitués du café où elle travaille.
Lip accepte d'aller travailler pour Tommy sur un chantier de démolition pour l'été.

### Épisode 2:Je suis le foie
- États-Unis : 18 janvier 2015 sur Showtime
- Canada : 19 janvier 2015 sur The Movie Network
- France : 20 janvier 2015 sur Canal+ Séries
- Belgique : 3 mai 2016 sur Be tv
- Québec : 22 février 2017 sur AddikTV

- États-Unis : 1,76 million de téléspectateurs[3] (première diffusion)

Debbie s'impatiente de plus en plus de perdre sa virginité.
Sheila supporte de moins en moins sammy et reçoit une proposition pour vendre sa maison et Frank refuse.
Lip passe sa première journée de travail sur un chantier

### Épisode 3:Les deux Lisa
- États-Unis : 25 janvier 2015 sur Showtime
- Canada : 26 janvier 2015 sur The Movie Network
- France : 27 janvier 2015 sur Canal+ Séries
- Belgique : 10 mai 2016 sur Be tv
- Québec : 1er mars 2017 sur AddikTV

- États-Unis : 1,96 million de téléspectateurs[4] (première diffusion)

### Épisode 4:Une nuit oubliable
- États-Unis : 1er février 2015 sur Showtime
- Canada : 2 février 2015 sur The Movie Network
- France : 3 février 2015 sur Canal+ Séries
- Belgique : 10 mai 2016 sur Be tv
- Québec : 8 mars 2017 sur AddikTV

- États-Unis : 1,26 million de téléspectateurs[5] (première diffusion)

Frank se réveille et ne se souvient pas d'avoir touché l'indemnité de 120 000 dollars, il essaie donc de revivre sa dernière journée..
Quant à  Fiona elle se marie avec l'homme qu'elle vient de rencontrer.

### Épisode 5:Le génome familial
- États-Unis : 8 février 2015 sur Showtime
- Canada : 9 février 2015 sur The Movie Network
- France : 10 février 2015 sur Canal+ Séries
- Belgique : 17 mai 2016 sur Be tv
- Québec : 15 mars 2017 sur AddikTV

- États-Unis : 1,64 million de téléspectateurs[6] (première diffusion)

Fiona prévoit d’annoncer son mariage avec Gus lors d’un dîner familial. Cependant, ses plans sont bouleversés lorsqu’une collègue, Jackie, fait une overdose d’héroïne. Fiona et son patron Sean la conduisent d’urgence à l’hôpital. Plus tard, Fiona et Gus discutent de leurs craintes concernant leur mariage précipité, mais décident de faire de leur mieux pour que cela fonctionne .
Frank, ayant promis une nouvelle caravane à Sammi avec l’argent de son assurance, évite de la confronter en séjournant chez la famille endeuillée de son donneur de foie. 
Debbie poursuit son entraînement dans la salle de boxe de Derek. 
Carl tente de vendre de la drogue, mais se heurte à des difficultés avec les mathématiques nécessaires pour gérer son commerce .

### Épisode 6:À la Folie
- États-Unis : 15 février 2015 sur Showtime
- Canada : 16 février 2015 sur The Movie Network
- France : 17 février 2015 sur Canal+ Séries
- Belgique : 17 mai 2016 sur Be tv
- Québec : 22 mars 2017 sur AddikTV

- États-Unis : 1,26 million de téléspectateurs[7] (première diffusion)

Alors que Ian continue sa route avec le bébé de Mickey, Fiona et Jimmy continuent leur relation d'amour/haine dans le dos de Gus. Sammy et Chucky ont investi la maison et mènent la vie dure à Fanck. Celui-ci se retrouve à l’hôpital car il ne prenait plus ses médicaments anti-rejet pour son foie. Deb rentre au lycée. 

### Épisode 7:Dis-moi que tu as besoin de moi, bordel!
- États-Unis : 1er mars 2015 sur Showtime
- Canada : 2 mars 2015 sur The Movie Network
- France : 3 mars 2015 sur Canal+ Séries
- Belgique : 24 mai 2016 sur Be tv
- Québec : 29 mars 2017 sur AddikTV

- États-Unis : 1,44 million de téléspectateurs[8] (première diffusion)

Ian regrette d'avoir accepté d'entrer dans cet hôpital psychiatrique, il n'est pas sensible a la visite de mickey et de Fiona et n’accepte pas d'avoir des troubles bipolaire. Fiona avoue a Gus son adultère et intervient radicalement envers Jimmy, dans leur relation.
Samantha tire sur Franck pour le faire réagir et le responsabiliser et c'est là que Sami sort cette fameuse phrase : « Dis moi que tu as besoin de moi, bordel ».

### Épisode 8:Oncle Carl
- États-Unis : 8 mars 2015 sur Showtime
- Canada : 9 mars 2015 sur The Movie Network
- France : 10 mars 2015 sur Canal+ Séries
- Belgique : 24 mai 2016 sur Be tv
- Québec : 5 avril 2017 sur AddikTV

- États-Unis : 1,6 million de téléspectateurs[9] (première diffusion)

### Épisode 9:La première peine de Carl
- États-Unis : 15 mars 2015 sur Showtime
- Canada : 16 mars 2015 sur The Movie Network
- France : 17 mars 2015 sur Canal+ Séries
- Belgique : 31 mai 2016 sur Be tv
- Québec : 12 avril 2017 sur AddikTV

- États-Unis : 1,62 million de téléspectateurs[10] (première diffusion)

- Matt Bennett : Wiley

### Épisode 10:Les règles du quartier sud
- États-Unis : 22 mars 2015 sur Showtime
- Canada : 23 mars 2015 sur The Movie Network
- France : 24 mars 2015 sur Canal+ Séries
- Belgique : 31 mai 2016 sur Be tv
- Québec : 19 avril 2017 sur AddikTV

- États-Unis : 1,67 million de téléspectateurs[11] (première diffusion)

Ayant repris goût à la vie en se guérissant, Frank se rapproche de son amie malade Bianca. Mais cette dernière s'inquiète de l'attitude de celui-ci. Elle craint que Frank développe de la compassion à son égard. Pour éviter de tomber dans cette dérive, elle se met à changer de comportement...

### Épisode 11:Sexe, drogue et œuf sur le plat
- États-Unis : 29 mars 2015 sur Showtime
- Canada : 30 mars 2015 sur The Movie Network
- France : 31 mars 2015 sur Canal+ Séries
- Belgique : 7 juin 2016 sur Be tv
- Québec : 26 avril 2017 sur AddikTV

- États-Unis : 1,43 million de téléspectateurs[12] (première diffusion)

### Épisode 12:L'amour en mode Gallagher
- États-Unis : 5 avril 2015 sur Showtime
- Canada : 6 avril 2015 sur The Movie Network
- France : 7 avril 2015 sur Canal+ Séries
- Belgique : 7 juin 2016 sur Be tv
- Québec : 3 mai 2017 sur AddikTV

- États-Unis : 1,55 million de téléspectateurs[13] (première diffusion)

## Audiences aux États-Unis
| N° d'épisode | Titre original                       | Titre français                            | Chaîne   | Date de diffusion originale | États-Unis (en millions de téléspectateurs) |
| ------------ | ------------------------------------ | ----------------------------------------- | -------- | --------------------------- | ------------------------------------------- |
| 1            | Milk of the Gods                     | Le Nectar des dieux                       | Showtime | 11 janvier 2015             | 1,77                                        |
| 2            | I’m The Liver                        | Je suis le foie                           | Showtime | 18 janvier 2015             | 1,76                                        |
| 3            | The Two Lisas                        | Les Deux Lisa                             | Showtime | 25 janvier 2015             | 1,96                                        |
| 4            | A Night to Remem-- Wait, What?       | Une Nuit oubliable                        | Showtime | 1er février 2015            | 1,26                                        |
| 5            | Rite of Passage                      | Le Génome familial                        | Showtime | 8 février 2015              | 1,64                                        |
| 6            | Crazy Love                           | À la folie                                | Showtime | 15 février 2015             | 1,26                                        |
| 7            | Tell Me You F...king Love Me         | Dis-moi que tu as besoin de moi, bordel ! | Showtime | 1er mars 2015               | 1,44                                        |
| 8            | Uncle Carl                           | Oncle Carl                                | Showtime | 8 mars 2015                 | 1,60                                        |
| 9            | Carl's First Sentencing              | La Défense Gallagher                      | Showtime | 15 mars 2015                | 1,62                                        |
| 10           | Southside Rules                      | Les Règles du quartier Sud                | Showtime | 22 mars 2015                | 1,67                                        |
| 11           | Drugs Actually                       | Sexe, drogue et œuf sur le plat           | Showtime | 29 mars 2015                | 1,43                                        |
| 12           | Love Songs (in the Key of Gallagher) | L'Amour en mode Gallagher                 | Showtime | 5 avril 2015                | 1,55                                        |